# Hrafnabjörg
Hrafnabjörg (in lingua islandese: Roccia del corvo) è un vulcano situato nella parte sud-occidentale dell'Islanda.

## Descrizione
Il vulcano Hrafnabjörg è situato nella parte sud-ovest dell'isola, a nord-est del lago Þingvallavatn. È un vulcano di tipo tabulare, cioè un tuya, alto 763 metri e risalente all'ultima era glaciale. Il volume dell'edificio vulcanico è stimato in 1,5 km3.
Potrebbe anche essere il vulcano centrale di un sistema vulcanico che include il vulcano tabulare Ármannsfell, posto sull'altro versante della fossa di Þingvellir.

## Vulcanismo
Subito dopo la fine dell'ultima era glaciale, si sono verificate numerose eruzioni in questo sistema. Alcune di queste sono avvenute lungo le fessure vulcaniche a est del vulcano centrale e hanno prodotto le lave pahoehoe che riempiono gran parte della fossa di Þingvellir e sono ben visibili nella gola di Almannagjá. Le lave hanno un volume di circa 30 km³ e si ritiene che si siano formate nel corso di una serie di eruzioni della durata di qualche decennio.
La lava più giovane del sistema del Hrafnabjörg ha un'età compresa tra 5.000 e 6.000 anni ed è chiamata Þjófahraun. Il campo di lava si estende dal monte Arnarfell fino al lago Þingvallavatn.
Il vulcano a scudo Skjaldbreiður, che fa parte del sistema, si è formato circa 9000 anni fa.

## Il lago Þingvallavatn
La lava emessa da una serie di eruzioni dal cratere Eldborgir, all'incirca nello stesso periodo di tempo, ha modificato in modo importante il lago Þingvallavatn, sia in termini di dimensioni che di flora e fauna. La lava ha bloccato l'afflusso diretto di acqua attraverso i fiumi glaciali da nord e ha ridotto del 50% la superficie del lago. Da allora, l'acqua del ghiacciaio Langjökull fluisce ancora nel lago, ma filtrando attraverso la lava porosa viene arricchita di minerali che contribuiscono a determinare la particolare flora e fauna del lago. Con il lento e costante afflusso di acqua e data la posizione del lago situato nel fondo della fossa, il lago ha lentamente ripreso le dimensioni originarie.

## Escursionismo
Un'escursione relativamente facile conduce all'altopiano sommitale del vulcano tabulare. Per arrivarci occorre disporre di un veicolo da fuoristrada e seguire la (vecchia) strada di collegamento Gjábakkavegur (la strada tra Laugarvatn e Þingvellir) in direzione nord-est fino a Steinmann Bragabot. Da lì si può salire direttamente a piedi sulla sommità o effettuare un percorso ad anello attraverso le colate laviche e la palagonite del monte Þjófahnúkur.